# Neuer Südfriedhof (München)

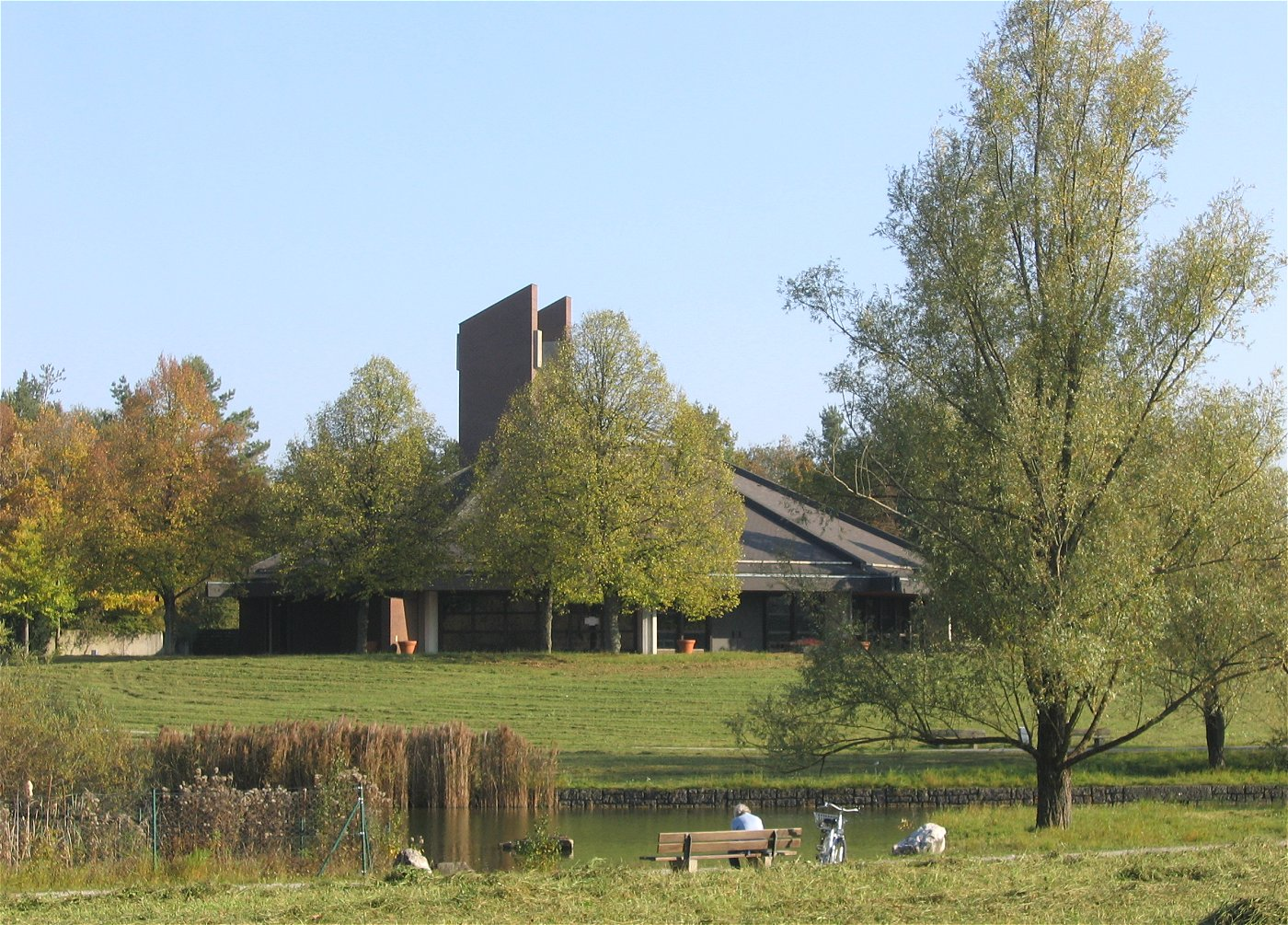
Aussegnungshalle

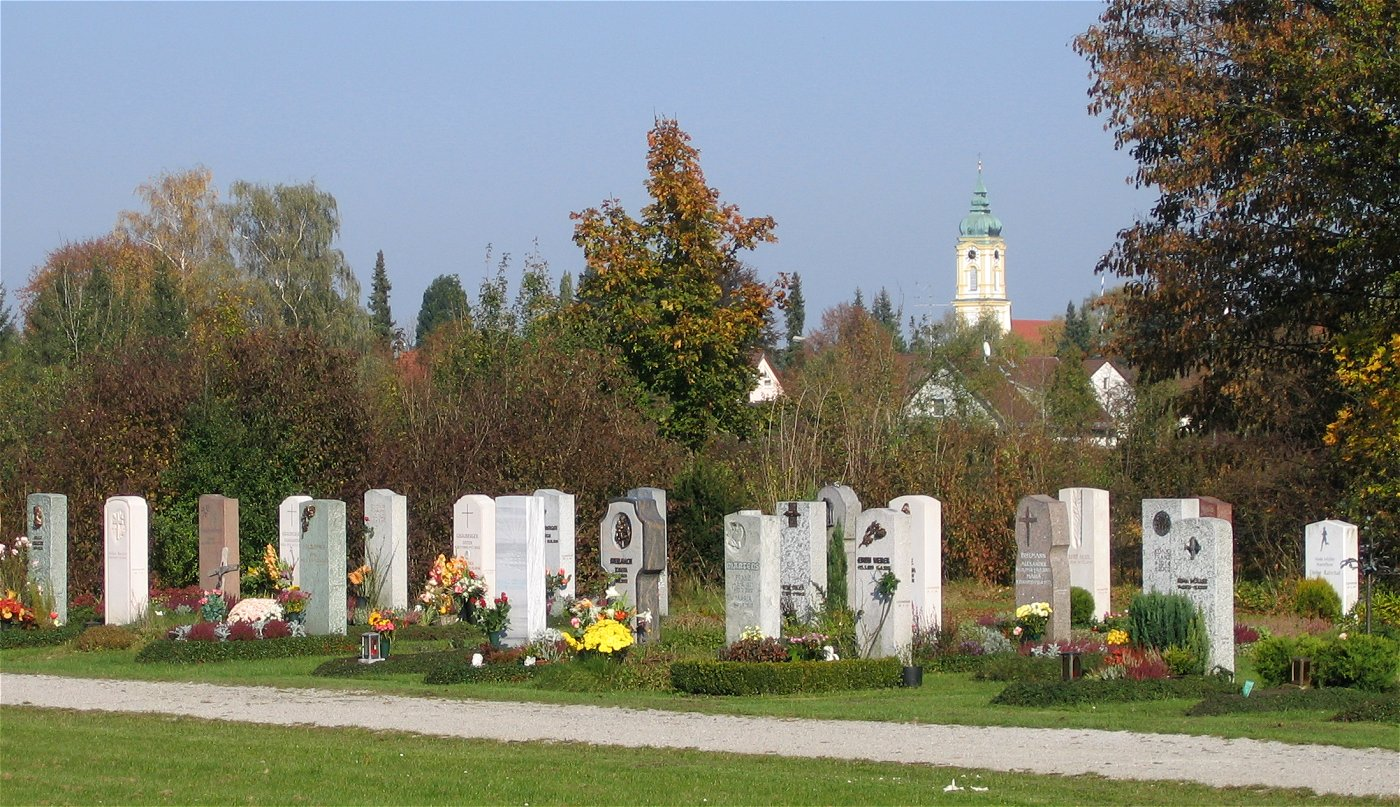
Im Hintergrund St. Michael, Perlach

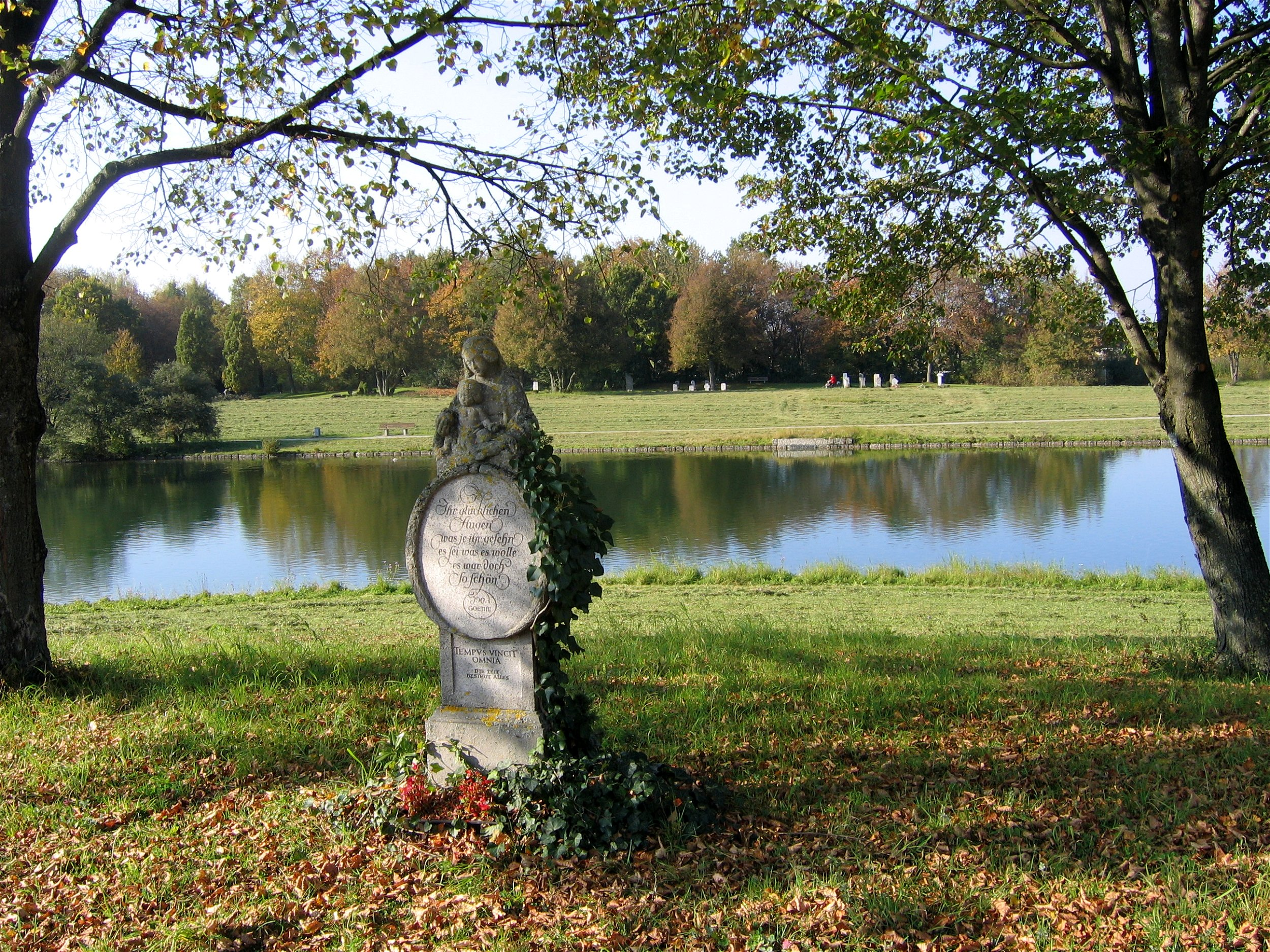
See im Neuen Südfriedhof

Der Neue Südfriedhof in München wurde 1977 von dem Landschaftsarchitekten Gottfried Hansjakob in der für diese Zeit typischen etwas eckigen Bauweise angelegt. Angesichts eines Knappwerdens an Grabplätzen auf dem Friedhof am Perlacher Forst wurde eine weitere Begräbnisstätte für den Münchner Süden und Osten benötigt. Mit etwa 9800 Grabplätzen zählt der an der Hochäckerstraße in München-Perlach gelegene Friedhof mit seinen 35,6 Hektar Fläche zu den Münchner Großfriedhöfen.
Siehe auch:
Liste auf dem Münchner Neuen Südfriedhof bestatteter Persönlichkeiten